# Camal·lànides
Els camal·lànids (Camallanida) són un ordre de nematodes de la classe dels secernentis, subclasse espiruria.

## Cicle vital

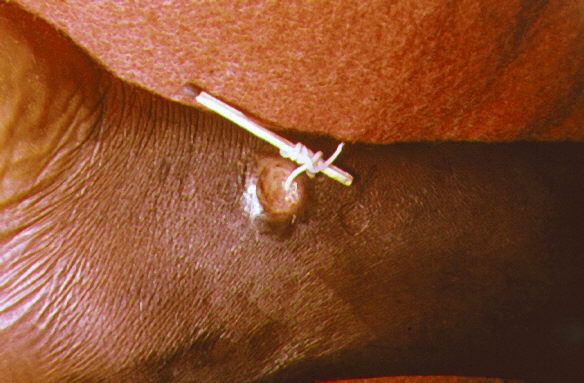
Dracunculus medinensis essent extret per la pell.

El cicle vital d'aquest ordre inclou sempre la intervenció d'un copèpode (Cyclops). El gènere Dracunculus reuneix espècies paràsites de vertebrats (rèptils i marsupials) i inclou també l'anomenada filària de Medina (Dracunculus medinensis), paràsit de l'home i d'altres mamífers. El seu cicle s'inicia en el medi extern i la larva del tercer estadi penetra en l'hoste definitiu per via bucal. Quan la femella és madura, es desplaça fins a situar-se sota la pell de l'hoste, generalment en els membres inferiors, i hi forma una petita úlcera cutània. En el moment que l'hoste introdueix aquesta úlcera en l'aigua, la femella allibera uns quants milers de larves, a través de l'úlcera, les quals passen a fer vida lliure, nedadora. Quan són ingerides per un copèpode continuen creixent i passen dues mudes un cop dins el crustaci, i esdevenen larves del tercer estadi, que es converteixen en larves infestants entre quatre i vuit dies més tard. L'hoste definitiu s'infesta bevent aigua amb crustacis parasitats. El desenvolupament de la filària dins l'hoste definitiu és molt llarg. Els adults joves s'instal·len en el mesenteri, on s'estan fins al moment de la còpula. Després, el mascle, d'uns 2 cm de llargada, mor, i la femella, de vegades de més d'1 m, arriba fins a la pell al cap d'un any.

## Taxonomia
Els camal·lànids inclouen cinc famílies repartides en dues superfamílies:
- Superfamília Camallanoidea
  - Família Anguillicolidae
  - Família Camallanidae
- Superfamília Dracunculoidea
  - Família Dracunculidae - inclou la filària de Medina (Dracunculus medinensis) que parasita els humans.
  - Família Micropleudidae                          
  - Família Philometridae